# Парус (мікрорайон)

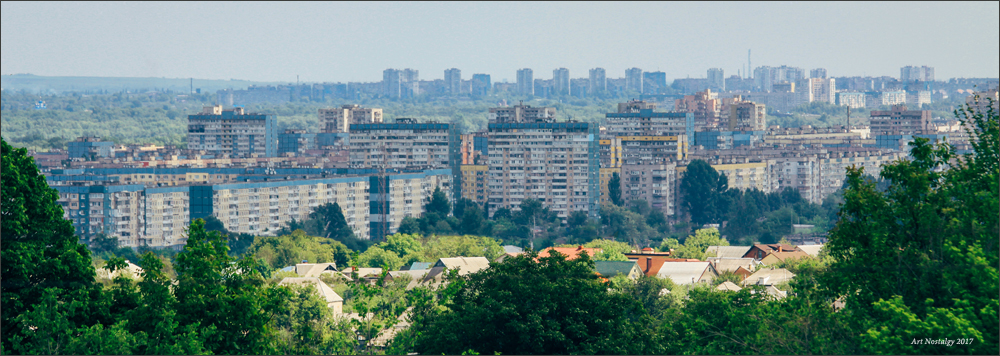
Вид з Діївки на багатоповерхову забудову житлового масива

Па́рус — житловий мікрорайон на заході Дніпра, західніше за житлові мікрорайони Покровський і Червоний Камінь.

## Географічне положення
Парус розташований між Покровським, Діївкою-1 і Діївськими плавнями.

## Історія і територіальний поділ
Район почав розбудовуватися наприкінці 1970-х років, будується і донині. На початку планувався як місце, де будуть мешкати працівники з заводів Ленінського району. Був частиною Діївського (потім Петрівський) житлового району, що мав включати поза Вітрилом мікрорайони Червоний Камінь, Комунар (тепер Покровський), Зоря, Новий (мікрорайон західніше Вітрила, що досі не розпочали будувати), Умовно розділено на Парус-1 і Парус-2:
- Парус-1 починається від вулиці Метробудівська до центрального майдану Паруса.
- Парус-2 починається від центрального майдану Паруса до вулиці Велика Діївська.
- Парус-3, був 3-ю чергою забудови мікрорайону вздовж Великої Діївської вулиці; адміністративно не визнано.

У 2019 р. на мікрорайоні Парус-2 було здано в експлуатацію елітний житловий комплекс «Червоні Вітрила» — першу новобудову за кілька десятиліть.

## Інфраструктура району
У районі  — зупинка автотранспорта, через яку проходять 8 маршрутів, велика кількість продуктових крамниць, 3 школи й 4 дитячі садки.

## Освіта

### Школи
- Середня загальноосвітня школа № 54 — Парусний провулок, 3
- Середня загальноосвітня школа № 132 — Парусний провулок, 14
- Спеціалізована середня загальноосвітня школа № 141 — Моніторна вулиця, 3

### Дошкільні заклади
- Дошкільний навчальний заклад (ясла — садок) № 244 — Гідропаркова вулиця, 3
- Дошкільний навчальний заклад (ясла-садок) № 336 комбінованого типу «Червоні Вітрила» — Метробудівська вулиця, 4

## Природа
На північ від району розташовані дніпровські Діївські плавні — мальовниче місце зі своїми цікавинками й чудовими пейзажами.